# شیرین اب (ایلام)
شیرین اب (ایلام)، روستایی از توابع بخش چوار شهرستان ایلام در استان ایلام ایران است.که دارای فقط یک خانوار است .

## جمعیت
این روستا در دهستان بولی قرار دارد و براساس سرشماری مرکز آمار ایران در سال ۱۳۸۵، جمعیت آن زیر سه خانوار بوده‌است.